# 中悅一品

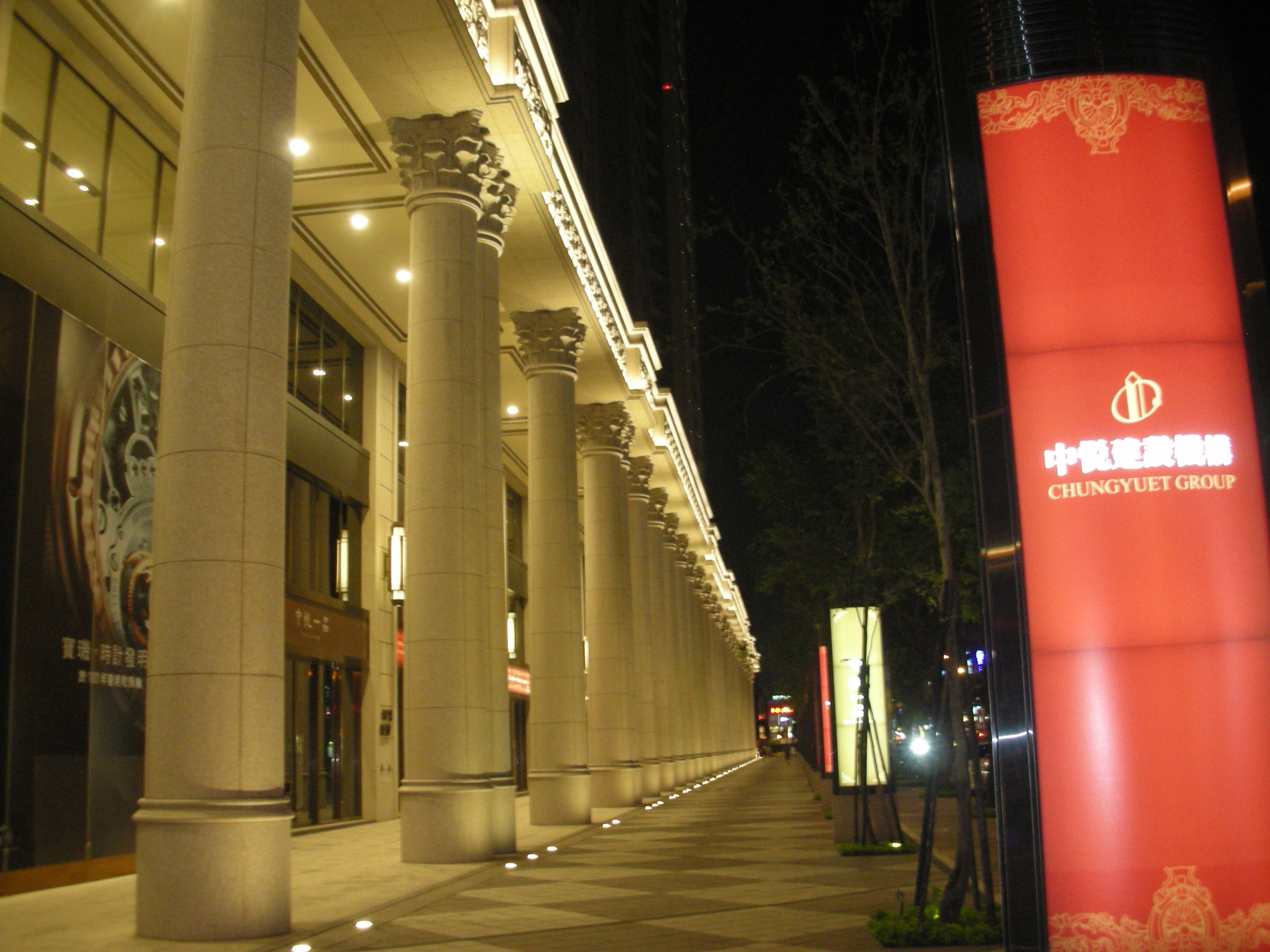
中悅一品騎樓夜景

中悅一品為位於臺灣桃園市桃園區的摩天大樓住宅大廈，由3棟38層建築構成，各高155公尺，由中悅建設興建；目前為桃園市及桃竹苗地區第一高樓。中悅一品的3棟大樓位於桃園市中正藝文特區同德五街、六街、中正路及藝文二街間，基地面積約1萬6279平方公尺，旁則有32層高的商辦大樓中悅世界中心；這4棟大樓的1到3樓都是店鋪，住宅或商辦空間均在4樓以上。

## 事件
2016年9月20日，中悅一品4樓公共空間傳出火警，所幸火勢很快就被撲滅，3男1女因為輕微嗆傷送醫。

## 外部連結
- 中悅一品（页面存档备份，存于）